# Масляная (приток Вологды)
Масляная — река в Вологодской области России.
Протекает по территории Шекснинского и Вологодского районов. Впадает в реку Вологду в 94 км от её устья по правому берегу. Длина реки составляет 82 км, площадь водосборного бассейна — 329 км². Вдоль течения реки расположены населённые пункты Старосельского и Кубенского сельских поселений.

## Данные водного реестра
По данным государственного водного реестра России относится к Двинско-Печорскому бассейновому округу, водохозяйственный участок реки — Северная Двина от начала реки до впадения реки Вычегда, без рек Юг и Сухона (от истока до Кубенского гидроузла), речной подбассейн реки — Сухона. Речной бассейн реки — Северная Двина.
Код объекта в государственном водном реестре — 03020100312103000006363.

### Притоки (км от устья)
- 31 км: река Лухоть (пр)
- 68 км: река Волбаш (пр)